# Bartolomeo Bon

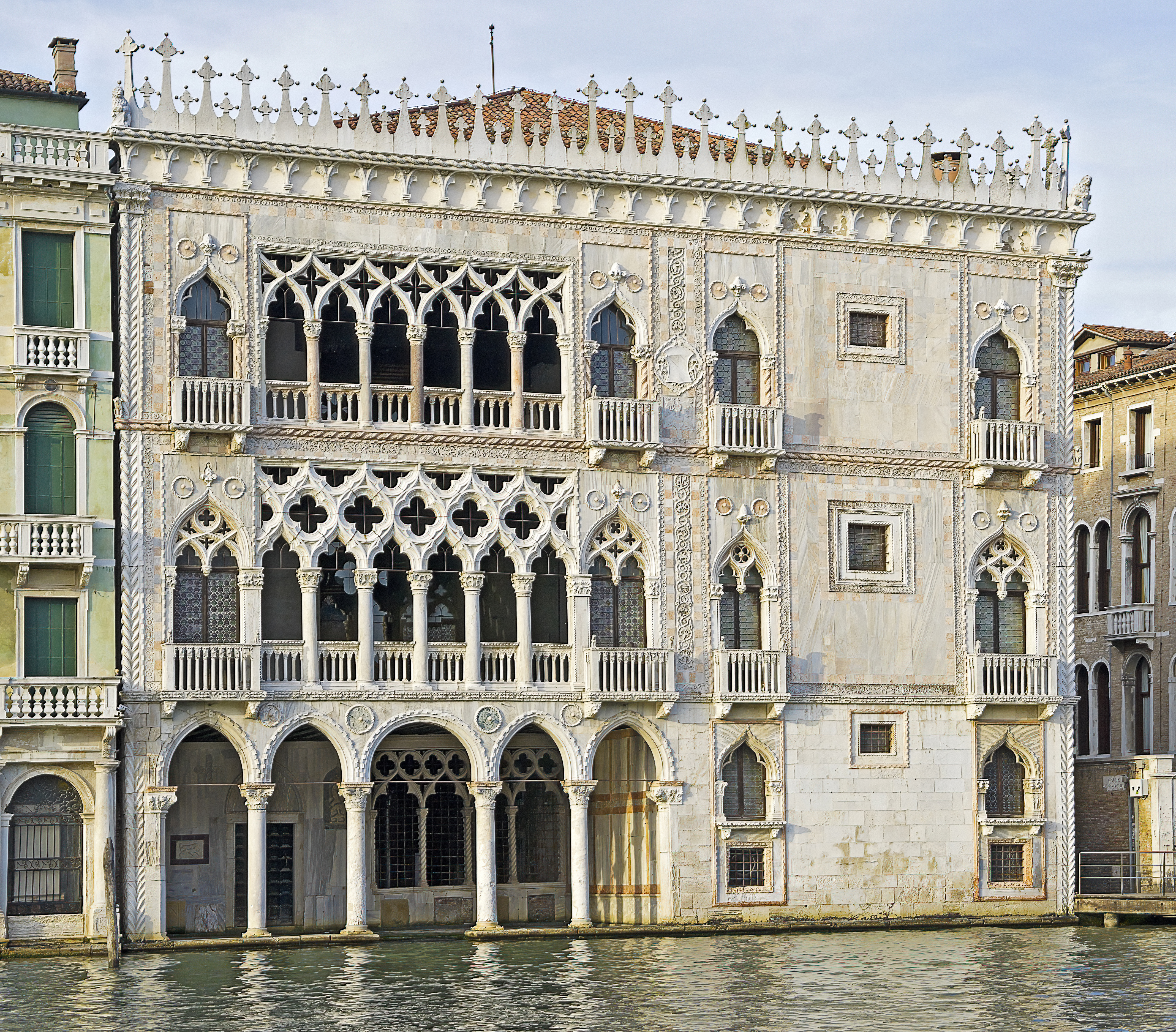
Ca’ d’Oro

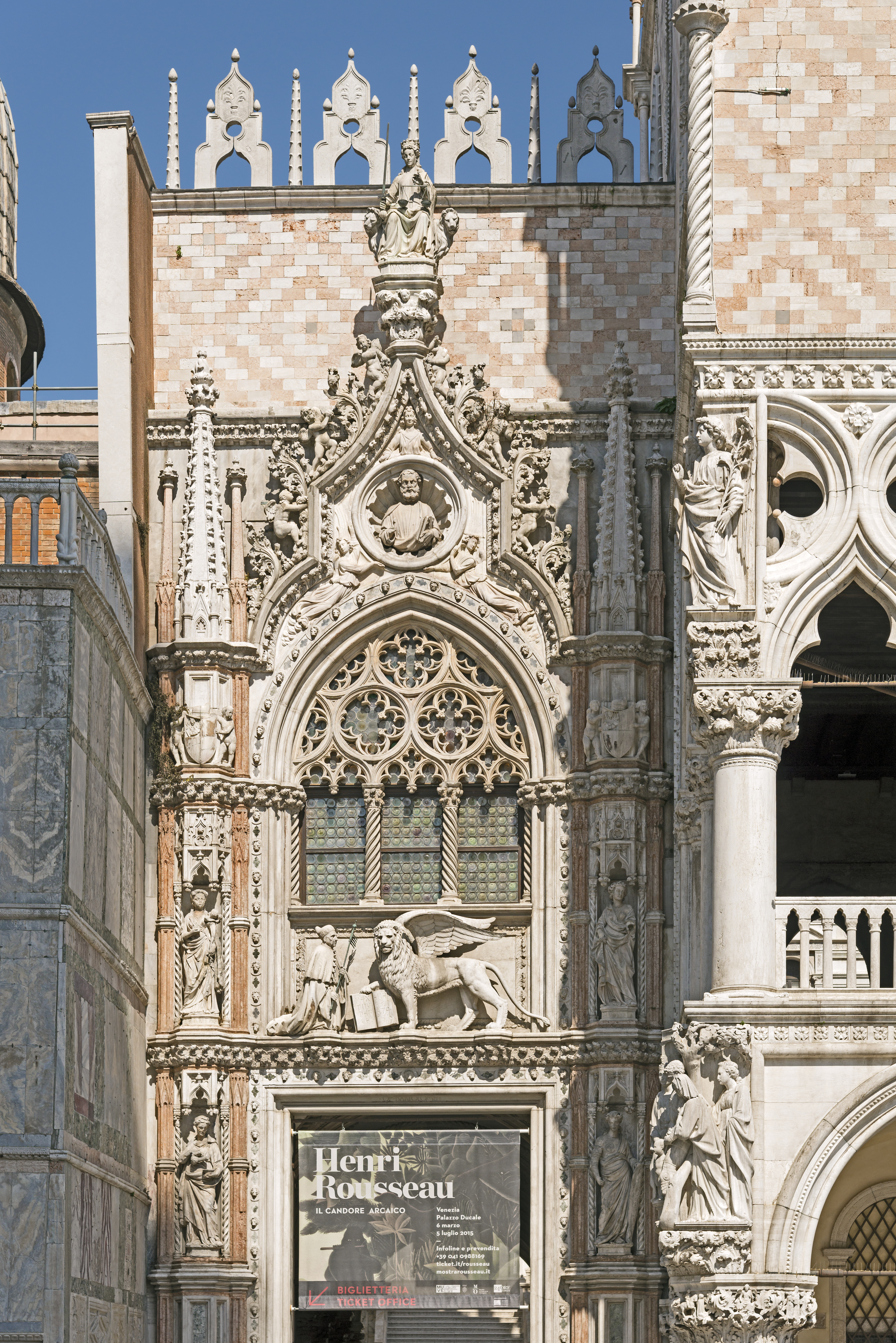
Skulpturen an der Porta della Carta

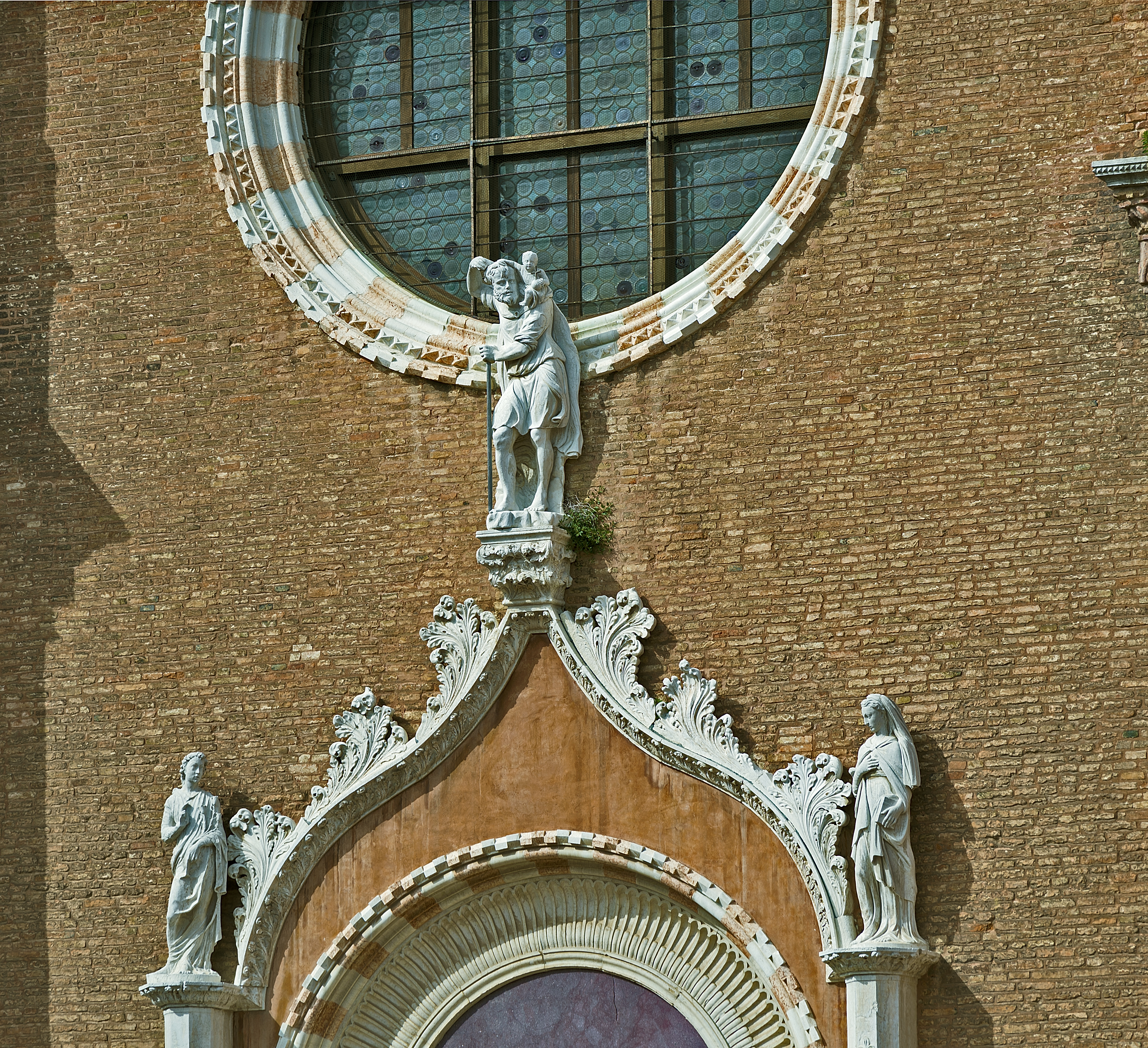
Portal der Kirche Madonna dell’Orto

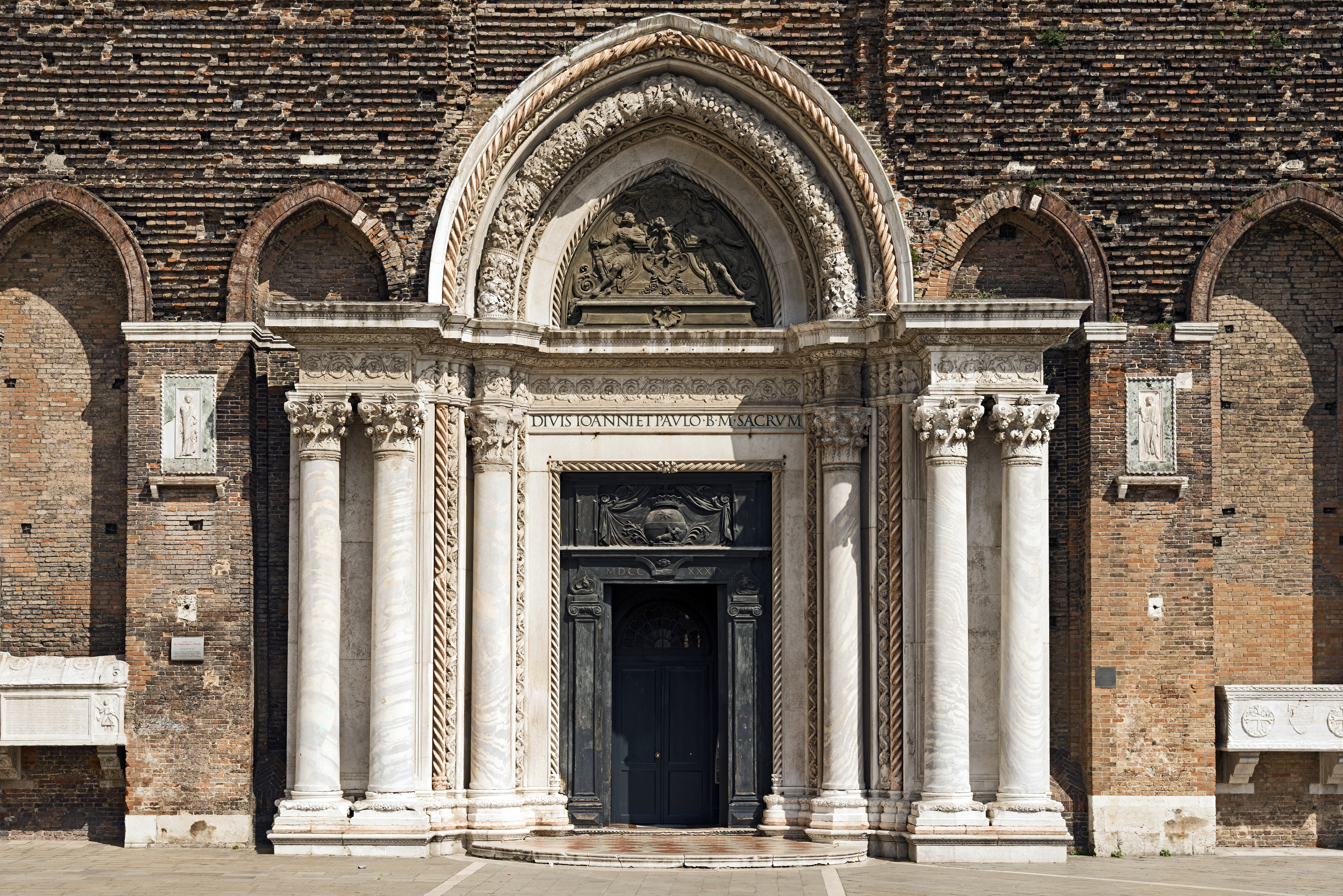
Portal von San Zanipolo

Bartolomeo Bon (* 1404 (?); † zwischen 1464 und 1467) war Mitglied der in Venedig berühmten Baumeister- und Bildhauerfamilie Bon aus Bergamo. In der Sekundärliteratur erscheint der Name auch als Bartolomeo Buon oder Bono. Bartolomeo Bon gilt als führender Baumeister und Bildhauer der venezianischen Baukunst des Übergangs von der Spätgotik zur Frührenaissance.

## Leben
Er war der Sohn des Steinmetzen Zane Bon (ca. 1360–1443), von dem er in der Werkstatt in der Gemeinde San Marzilian ausgebildet wurde. In einem Vertrag heißt es dementsprechend „lo Zuane Bon tajapiera de la contrada de San Marzilian e mio fio Bortolamio“ (‚Zuane Bon Bildhauer aus der Gemeinde San Marzilian und mein Sohn Bortolamio‘).
Bartolomeo arbeitete an der berühmten Ca’ d’Oro in Venedig mit, dem Palast des Marin Contarini. Der Brunnen des Palastes gilt als sein erstes eigenständiges Werk, das deshalb von besonderer Schwierigkeit war, weil der verwendete rote Veroneser Marmor besonders schwierig zu verarbeiten ist.
Auch in anderer Hinsicht war das Bauwerk ungewöhnlich, das die reichste Fassade aller venezianischen Paläste trägt. Marin Contarini steuerte nämlich das Projekt höchst selbstständig, so dass die einzelnen Ideen kaum einzelnen Künstlern zuzuordnen sind. Neben den Bon engagierte er Mailänder Künstler und Handwerker unter der Leitung von Matteo Raverti – eine vollkommen außergewöhnliche Art der Fragmentierung eines Auftrages, der allerdings auch gewaltige Dimensionen hatte. Contarini koordinierte die beiden Teams. Das Bon-Team war für die Loggia des untersten Geschosses zuständig, dann für die Fenster und den Zinnenkranz, das Maßwerk, während das Raverti-Team die beiden oberen Loggien, die Treppe im Innenhof und das Landportal fertigte. Daneben erhielten die Bon fast alle kleineren Aufgaben zugewiesen, so dass sie trotz dieser Arbeitsteilung wohl Contarinis Hauptstütze darstellten. Die tragenden Grundlagen des Palastes erstellten drei andere Baumeister, von denen der erste, ein Marco d’Amadio, früh starb. Ihm folgten ein Meister Cristoforo, dann Antonio di Martino (Bregno ?) aus Claino con Osteno.
Mit seinem Werk empfahl sich Bartolomeo Bon für einen prestigeträchtigen Staatsauftrag, nämlich für den Bau der Porta Della Carta am Dogenpalast. Diese verbindet die Südwand der Basilica di San Marco mit dem um 1438 fertiggestellten Piazzetta-Flügel des Dogenpalasts. Am 27. September 1422 hatte der Große Rat beschlossen, den alten und in schlechtem Zustand befindlichen Ziani-Palast abreißen zu lassen und an seine Stelle ein neues, funktionales, aber auch prunkvolles und repräsentatives Gebäude zu errichten – „in forma decora et convenienti“, wie es in dem entsprechenden Beschlussprotokoll heißt. 1424 begann der Neubau. An der Nordwestecke wurden hervorragende Arbeiten angebracht, wie etwa das Urteil des Salomon, das den Gerechtigkeitssinn der Republik Venedig symbolisieren sollte, so dass die geplante Porta della Carta deutlich zurückgesetzt werden musste, also weiter vom Platz Richtung Osten verschoben werden musste, wollte man diese neuen Meisterwerke nicht verlieren oder an andere Stellen versetzen. Dies gilt umso mehr, als diese Skulptur Bartolomeo Bon zugeschrieben wurde.
Wahrscheinlich begann man mit den Arbeiten am Portal bereits 1433, noch bevor der Dogenpalast an dieser Stelle vollendet war. Bartolomeo Bon unterzeichnete seinen Vertrag bei den zuständigen Provveditori al Sal am 10. November 1438. Diese Provveditori beaufsichtigten das Salzmonopol und ihre gewaltigen Einnahmen wurden immer wieder für die Finanzierung staatlicher Aufgaben herangezogen. Bon sollte die exorbitante Summe von 1700 Dukaten erhalten, die Bauzeit betrug 18 Monate. Auf Seiten der Provveditori unterzeichneten Tommaso Malipiero, Antonio Marcello, Paolo Vallaresso und Marco Moro.

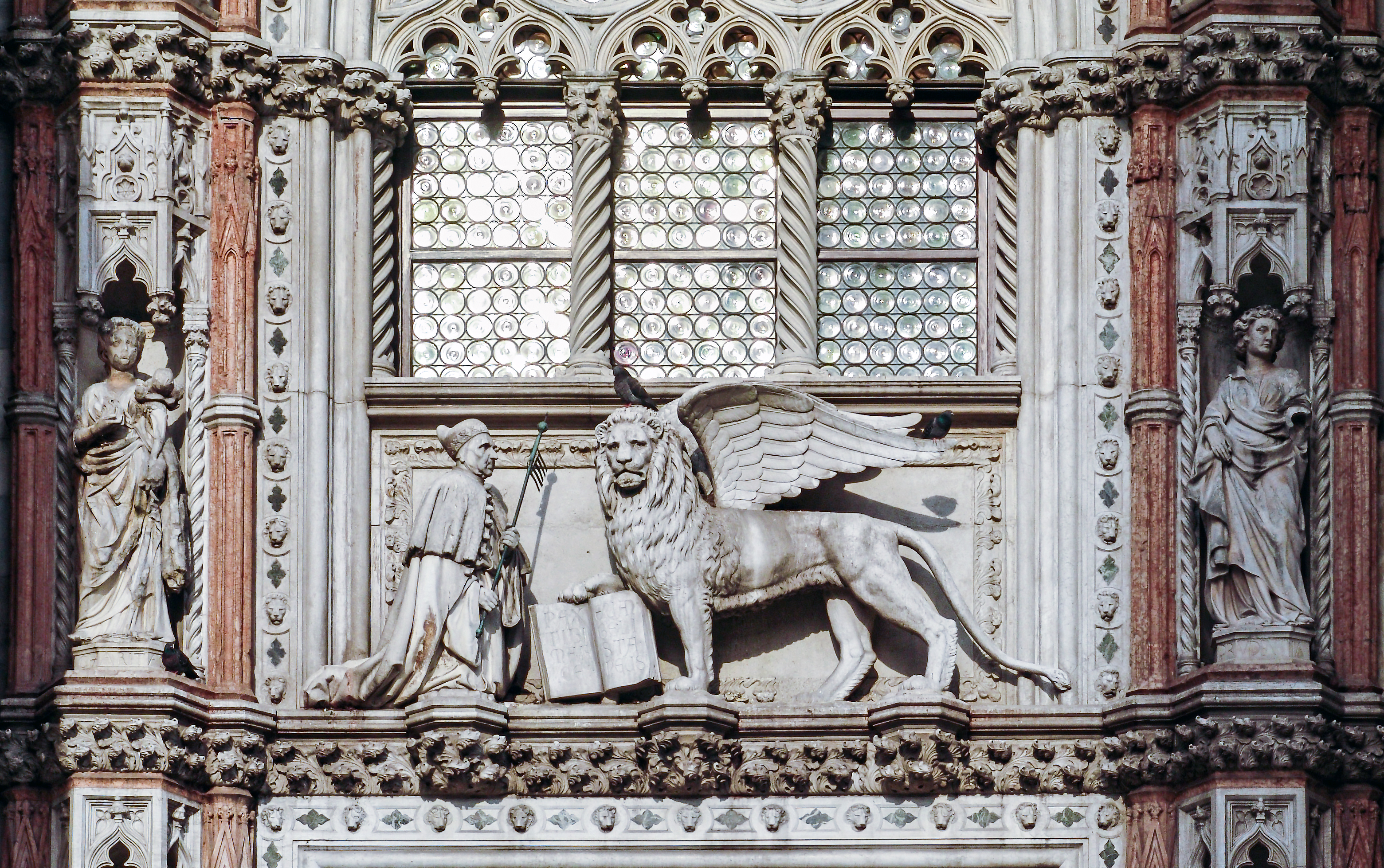
Skulpturen an der Porta della Carta. Dargestellt ist der vor dem Markuslöwen kniende Doge Francesco Foscari, eine Kopie deren Ähnlichkeit mit Bons Meisterwerk, das die Franzosen 1797 zerstörten, nicht zu hoch eingeschätzt werden darf. Die heutigen Skulpturen wurden von Luigi Ferrari 1885 geschaffen. Foscaris Haupt ist alles, was von dem Werk aus dem Jahr 1438 verblieben ist. Es befindet sich im Museo dell’Opera.

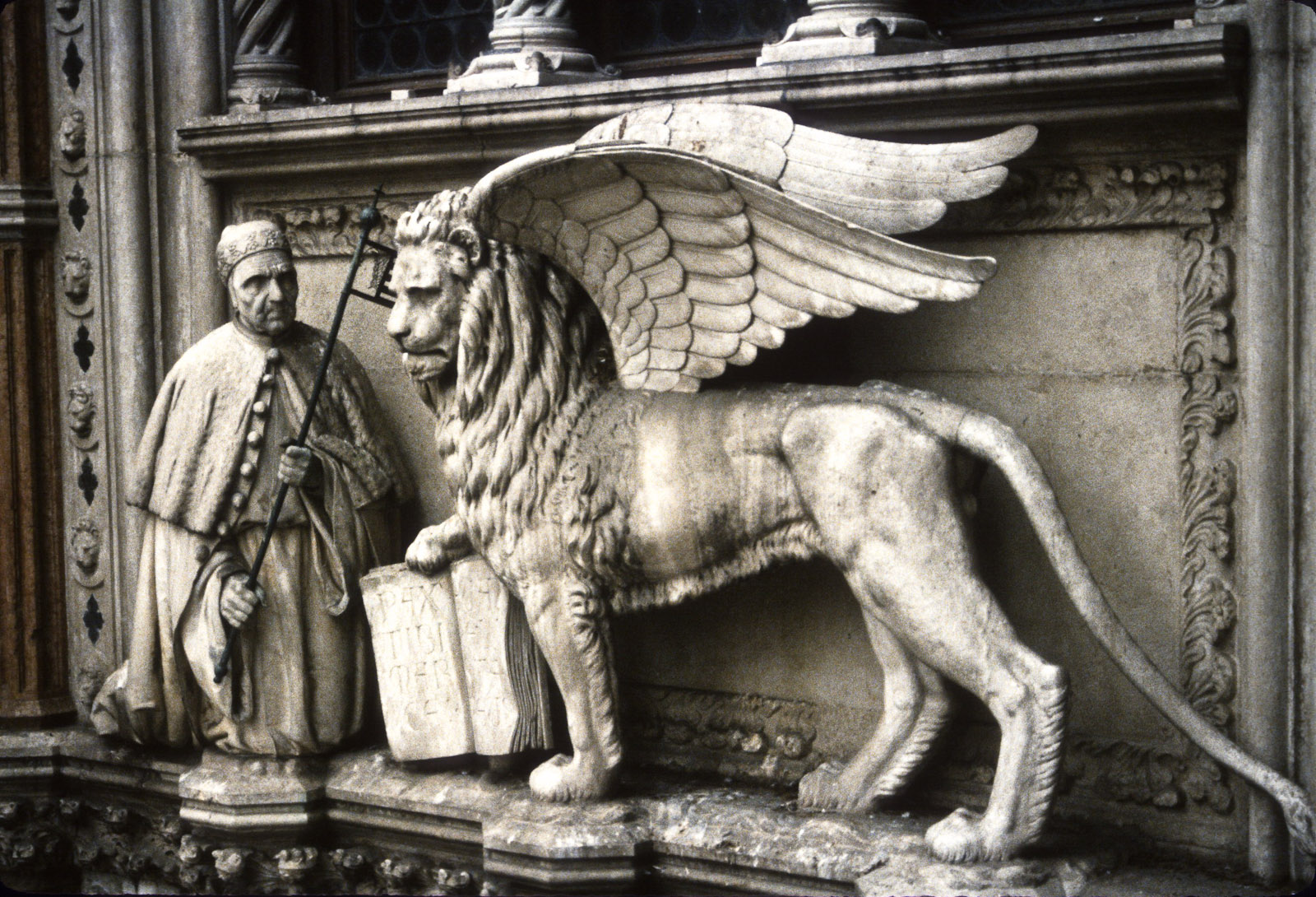
Der Doge Francesco Foscari kniend vor dem Markuslöwen

Bartolomeo Bon legte dem Kontrakt eine Skizze bei, um genauer festzulegen, welche Aufgaben im Einzelnen zu bewerkstelligen waren. Der Kontrakt mitsamt der Skizze ist erhalten. Dabei zeigt sich, dass diese Pläne geändert wurden, denn dort sind die Vier Tugenden nicht genannt, die heute das Portal zieren, ebenso wenig der kniende Doge Francesco Foscari vor dem Markuslöwen, der seinerseits sehr wohl im Kontrakt erscheint. Dies war nichts Ungewöhnliches, denn der Kontrakt für das große Fenster an der Seeseite, also der Südfassade des Dogenpalasts, der am 2. Oktober 1400 mit Masegne geschlossen worden war, enthält auch nur andeutungsweise die Details, die später ausgeführt worden sind.
Auch die im Vertrag zwischen den Proveditoren und Bartolomeo Bon festgeschriebene Zeit von 18 Monaten bis zur Fertigstellung wurde keineswegs eingehalten. Eine zetola vom 17. April 1442 erwähnt, dass Bon immer noch mit dem Portal beschäftigt war. Darin sagte Bon zu, die Arbeiten binnen 12 Monaten abzuschließen, ansonsten sollte ihn eine Geldbuße von 100 Dukaten ereilen. Die Verzögerungen mögen darin gelegen haben, dass die Vier Tugenden wohl als Unteraufträge weitergegeben worden waren, so dass hier Terminverzögerungen schwerer zu vermeiden waren. Zudem war Bon selbst an anderen Baustellen tätig, wie der Carità-Kirche und der Scuola Vecchia della Misericordia. Überdies starb Bartolomeos über 70-jähriger Vater im Jahr 1443. Als die Porta della Carta endlich fertig war, hinterließ ihr Hauptschöpfer seine Signatur: „Opus Bartolomei“ am Architrav – heute befindet sich dort eine Kopie.
Bons Partner, wohl schon in der Zeit, als sein Vater gebrechlich wurde, war Pantaleon di Paolo, spätestens ab etwa 1442. Bon hatte inzwischen zwar mehrere Töchter, doch keinen Sohn, der als sein Nachfolger in Frage gekommen wäre. Auch diese beiden gerieten mit ihren Arbeiten in Verzug, so dass ihnen bald eine Strafe von 200 Dukaten drohte. Dabei drehte es sich um die heute nicht mehr vorhandene Foscari-Treppe im Innenhof des Dogenpalasts. Diesmal drohte ihm die Signoria sogar damit, ihn nie wieder zu engagieren, was der Drohung mit einer Art Schwarzen Liste gleichkam.
1440 bis 1453 arbeitete Bon an der Kirche Santa Maria della Carità, er gestaltete das Portal der Madonna dell’Orto sowie das Portal von San Zanipolo. Unvollendet blieb dagegen der von den Cornaro beauftragte Bau der Ca’ del Duca, ein monumentaler Palastbau am Canal Grande nordöstlich der Accademia, der nur bis zum Erdgeschoss vollendet und später in das nachfolgende Bauwerk integriert wurde. Daneben werden Bon weitere Werke zugeschrieben, wie die Franziskusstatue am Westportal und die Emilianikapelle, beide an der Frarikirche.
Bon arbeitete von etwa 1420 bis etwa Mitte der 1460er Jahre und war zu dieser Zeit der wichtigste Baumeister der Stadt Venedig. In seiner späten Schaffensphase integrierte er Renaissance-Elemente in seine vollendeten gotischen Arbeiten.